# ダレン・ビードマン
ダレン・ビードマン（Darren Beadman、香港表記：白徳民、1965年11月17日 - ）は、オーストラリアのキャンベラ出身の元騎手。息子のミッチェル・ビードマンも騎手。

## 来歴
1982年に見習騎手としてデビュー。1982年/1983年シーズン、及び1984年/1985年シーズンに見習騎手リーディングを獲得。また1984年にインスパイアード（Inspired）でゴールデンスリッパーステークスを勝ち、G1初制覇。
1990年11月6日、キングストンルール（Kingston Rule）でメルボルンカップ初制覇。
1992年11月29日、ジャパンカップでレッツイロープ（Let's Elope）に騎乗し、日本での初騎乗を果たす。同馬は3番人気に推されたが、7着に敗れた。
1994年/1995年シーズン、オーストラリア新記録となる年間186勝を挙げ、初めてシドニー地区のリーディングジョッキーとなった。
1995年12月、第9回ワールドスーパージョッキーズシリーズに出場。同シリーズ初出場を果たしたが9位に終わった。1996年4月6日、オクタゴナル（Octagonal）で初めてオーストラリアンダービーを勝つと共に、シドニー秋三冠を達成。また1995年/1996年シーズンもリーディングを獲得した。
1997年、キリスト教徒であったビードマンは、クリスチャンライフセンターで牧師になるため一時騎手を引退。2000年に復帰した。
2002年から2004年にかけてロンロ（Lonhro）の主戦騎手を務め、同馬とのコンビでG1・10勝を挙げた。また2002年/2003年シーズンから、2006年/2007年シーズンまで、5年連続でリーディングを獲得した。
2005年12月、第19回ワールドスーパージョッキーズシリーズに出場。ロードマジェスティでゴールデンホイップトロフィーを勝ち、日本での初勝利を挙げた。総合成績は5位だった。翌年12月の第20回ワールドスーパージョッキーズシリーズにも出場。勝利こそなかったが3着1回、5着2回の成績で3位に入り、初めて表彰台に上った。
2007年、オーストラリア競馬名誉の殿堂入りを果たした。
2008年12月14日、インスピレーション（Inspiration）で香港スプリントを勝ち、オーストラリア以外のG1初制覇。
2012年2月、香港のバリアトライアル（実戦形式の調教）で落馬。その負傷から騎手復帰は果たせず、10月28日に現役引退を発表した。以降、2025年までの10年間はオーナーブリーダーのゴドルフィンの下で幹部職を務めていたが、同年8月からはクリス・ウォーラー厩舎のスタッフとして従事することとなった。

## 主な勝ち鞍

### オーストラリア
- オーストラリアンカップ（1992年Let's Elope、1996年Saintly、2004年Lonhro）
- オーストラリアンダービー（1996年Octagonal、2006年Headturner、2007年Fiumicino）
- ゴールデンスリッパーステークス（1984年Inspired、1997年Guineas）
- コックスプレート（1996年Saintly）
- メルボルンカップ（1990年Kingston Rule、1996年Saintly）
- ランドウィックギニーズ（1996年Octagonal、2004年Niello、2007年Mentality）
- ローズヒルギニー（1996年Octagonal、1997年Tarnpir Lane、2004年Niello）
- CFオーアステークス（1997年Saintly、2000年Redoute's Choice、2004年Lonhro）

### 香港
- チャンピオンズマイル（2010年Able One、2011年Xtension）
- 香港スプリント（2008年Inspiration）
- 香港ダービー（2009年Collection）
- 香港チャンピオンズ&チャターカップ（2011年Mighty High）